# Alfred De Taeye
Alfred Aloïs De Taeye (Kaprijke, 21 juni 1905 - Leuven, 11 april 1958) was een Belgisch politicus voor de CVP. Van 1948 tot 1950 was hij burgemeester van Kortrijk, en van 1950 tot en met 1954 was hij minister van volksgezondheid en minister van gezin. De Taeye werd bekend door de naar hem genoemde wet uit 1948.

## Levensloop
De Taeye studeerde aan de School voor Maatschappelijk Dienstbetoon in Gent en aan de Centrale Hogeschool voor Christelijke Arbeiders in Heverlee. Beroepshalve werd hij bediende.
In 1926 organiseerde hij de jonge arbeiders van Kortrijk in een gilde, die in 1928 uitgroeide tot de plaatselijke afdeling van de KAJ. Tevens was hij sinds 1926 secretaris van de ACW-afdeling van Kortrijk, waarna hij van 1946 tot 1958 de voorzitter van deze afdeling was.
In 1938 werd hij verkozen tot katholiek gemeenteraadslid van Kortrijk, waar hij van 1939 tot 1942 schepen van Financiën en van 1948 tot 1950 burgemeester was. Tevens was hij van 1936 tot 1946 provincieraadslid van West-Vlaanderen.
Van 1946 tot aan zijn dood in 1958 zetelde hij voor het arrondissement Kortrijk in de Kamer van volksvertegenwoordigers. Bovendien was hij van juni 1950 tot april 1954 minister van Volksgezondheid en Gezin.

## Wet De Taeye
Alfred De Taeye vaardigde op 29 mei 1948 een wet uit die later gekend zou worden als Wet De Taeye. Deze wet voorzag in de bouw van 50.000 goedkope woningen voor de Belgische bevolking. Er werden premies voorzien voor de bouwheren en kopers konden tot 90% van de bouwsom lenen. Architect Léon Stynen verzette zich tegen deze wet die voor hem de weg opende naar de grootst mogelijke middelmatigheid en de weg waarbij iedereen architecturaal kan doen wat hij wil.
De wet was een succesvolle poging om de oprichting van gebouwen met meerdere en/of gegroepeerde woongelegenheden tegen te gaan. De Wet De Taeye benadrukte het belang van het verwerven van een eigen (kleine) woning.
In 1953 werd er een tweede Wet De Taeye uitgevaardigd. Deze voorzag in sloopvergunningen met geldelijke compensaties voor steden en gemeenten. Verkrotte delen van steden en gemeenten konden door het lokale bestuur zo worden opgekocht en met de grond gelijk gemaakt worden. De lokale besturen ontvingen hiervoor het geldelijk equivalent verminderd met de grondwaarde. Nadien konden de gesloopte percelen met winst verkocht worden aan bouwpromotoren. Deze wet was bepalend voor het uitzicht van de huidige stedelijke kernen in België.
Beide wetten De Taeye zijn niet meer van toepassing.